# Уолси, Томас
Кардинал То́мас Ву́лси (также Уо́лси, англ. Thomas Wolsey; около 1473 — 29 ноября 1530) — лорд-канцлер Английского королевства в 1515—1529 годах; архиепископ Йоркский с 1514 года; кардинал с 1515 года. До 1529 года считался самым могущественным человеком в Англии после короля Генриха VIII, держал в своих руках всю внешнюю и значительную часть внутренней политики.

## Биография
Сын мясника из Ипсуича. Учился в Оксфорде. В 1498 году принял сан.
Благодаря связям в придворной среде попал в круг приближённых Генриха VII, а в 1507 году стал его духовником. После вступления на престол Генриха VIII поощрял его страсть к развлечениям, сосредоточив в собственных руках основные нити государственного управления. За два десятилетия своего нахождения в фаворе кардинал Уолси нажил баснословное состояние.
В области внешней политики Уолси видел Англию в роли «арбитра», надзирающего за положением дел в континентальной Европе. После удачных боевых действий во Франции (1513) кардинал пытался примирить французского монарха с английским, для чего устроил их встречу на Поле золотой парчи в июне 1520 года.
В том же 1520 году он сопровождал своего короля на встречу с императором Карлом V, а три года спустя направил отряды английских рыцарей на помощь последнему в его боевых действиях против Франции.
В 1528 году выступил против императора на стороне французов. Подобная беспринципность привела в конечном счёте к дипломатической изоляции Англии в континентальной Европе. В том же году встречался с Элизабет Бартон.
Уолси до такой степени увлёкся дипломатическими интригами, что в значительной степени передоверил проведение реформы английской церкви своим советникам. В целях финансирования боевых действий на Континенте ввёл целый ряд непопулярных налогов (в частности, Amicable Grant) и закрыл 29 монастырей, а из избыточных доходов построил дворец Хэмптон-корт и заложил Крайст-Чёрч в Оксфорде. Не добавляли ему популярности и слухи о далеко не благочестивых подробностях его личной жизни: несмотря на целибат, Уолси не скрывал наличия незаконнорождённых сына и дочери.
Волюнтаризм худородного кардинала вызвал крайнее недовольство не только среди простолюдинов, но и высших слоёв знати, которые убедили короля, что Уолси находится на содержании французского правительства. Кардинал попал в опалу в связи с отказом Папы санкционировать расторжение брака короля с Екатериной Арагонской, лишился своих титулов и был взят под стражу, однако умер прежде свидания с королём. Его непопулярность среди разных сословий облегчила распространение в Англии протестантизма.
На смену Уолси в роли первого советника короля пришёл бывший его секретарь Томас Кромвель.

## В литературе
- Кардинал Уолси — центральный персонаж пьесы Уильяма Шекспира «Генрих VIII».
- Биография Уолси и его отношения с королём Генрихом VIII и Томасом Кромвелем легли в основу романа «Вулфхолл» английской писательницы Хилари Мэнтел, а также основанного на них мини-сериала Би-би-си «Волчий зал».

## Кинематограф
- Орсон Уэллс в фильме «Человек на все времена» (1966)
- Энтони Куэйл в фильме «Тысяча дней Анны» (1969)
- Джон Баскомп в фильме «Генрих VIII и его шесть жён» (1972)
- Джон Гилгуд в фильме «Человек на все времена» (ТВ, 1988)
- Дэвид Суше в мини-сериале «Генрих VIII» (2003)
- Сэм Нил в телесериале «Тюдоры» (2007—2010)
- Джонатан Прайс в мини-сериалах «Волчий зал» (2015) и «Волчий зал: Зеркало и свет» (2024)
- Блаи Льопис в телесериале «Карлос, король и император» (2015—2016)
- Марк Эдель-Хант в телесериале «Белая принцесса» (2017)
- Филип Кумбус в телесериале «Испанская принцесса» (2019)